# Imma chloroplintha
Imma chloroplintha is een vlinder uit de familie van de Immidae. De wetenschappelijke naam van de soort is voor het eerst geldig gepubliceerd in 1929 door Edward Meyrick.